# Războiul de Zece Zile
Războiul de Zece Zile (slovenă Desetdnevna vojna), uneori numit și Războiul Sloven de Independență (slovenă Slovenska osamosvojitvena vojna) a fost un conflict militar de scurtă durată dintre Slovenia și Armata Populară Iugoslavă (JNA) în 1991, imediat după declarația de independență a Sloveniei.

## Conflictul

### 26 iunie 1991
Unități mecanizate ale Diviziei a 13-a a Armatei Populare Iugoslave (JNA) părăsesc cazarmele din Rijeka, Croația, îndreptându-se către granița Sloveniei cu Italia. Mișcarea a atras replica imediată a localnicilor, care au organizat baricade și demonstrații împotriva acțiunilor JNA. Momentan, nu au avut loc lupte, ambele părți părând să aibă o politică neoficială de a nu fi primii care deschid focul.

### 27 iunie 1991
O unitate a Regimentului Antiaerian 306 al JNA (Armata Populară Iugoslavă), cu baza în Karlovac, Croația, trece granița slovenă la Metlika. Câteva ore mai târziu, o coloană de tancuri și transportoare blindate ale Brigăzii de Blindate nr.1 a JNA părăsește cazărmile din Vrhnika, în apropiere de capitala Sloveniei, Ljubljana, îndreptându-se către aeroportul Brnik. În după-amiaza zilei de 27 iunie, Forțele Slovene de Apărare a Teritoriului (STO) doboară două elicoptere ale JNA cu rachete SA-7, unul dintre ele – un aparat Gazelle – fiind doborât deasupra Ljubljanei, iar ocupanții săi fiind uciși (unul dintre aceștia era sloven). Trupele STO ocupă poziții ofensive în jurul cazărmilor JNA din diferite zone, lansând practic un asediu împotriva acestora, simultan cu o serie de atacuri împotriva forțelor JNA de pe teritoriul Sloveniei. La Brnik, o unitate STO atacă trupele JNA care dețineau aeroportul, iar la Trzin au loc lupte, în decursul cărora patru soldați JNA și unul aparținând STO sunt uciși. Unitățile STO lansează atacuri și împotriva coloanelor de tancuri JNA de la Pesnica, Ormož și Koseze, lângă Ilirska Bistrica. O coloană de tancuri aparținând Brigăzii Mecanizate 32 a JNA, care avansa de la Varaždin, în Croația, este blocată la Ormož, lângă granița slovenă, găsindu-se în imposibilitatea de a străpunge baricadele slovene.
În pofida confuziei și a luptelor, JNA își îndeplinește majoritatea obiectivelor sale militare. Până la sfârșitul zilei de 27 iunie, capturase toate trecerile de la frontiera cu Italia, aproape toate (mai puțin trei) punctele de trecere de la frontiera cu Austria și câteva dintre punctele de trecere de la nou înființata graniță a Sloveniei cu Croația. Cu toate acestea, multe dintre unitățile JNA erau prinse în poziții vulnerabile pe cuprinsul Sloveniei.

### 28 iunie 1991
În timpul nopții de 27/28 iunie, unitățile STO primesc ordinul de a lansa o ofensivă generală împotriva JNA. Coloana de tancuri JNA atacată în ziua anterioară la Pesnica este blocată de baricade improvizate din camioane la Štrihovec, la câțiva kilometri de granița cu Austria, fiind apoi atacată de trupele STO și poliția slovenă. Forțele Aeriene Federale organizează două atacuri la Štrihovec, omorând patru șoferi de camion. La Medvedjek, în centrul Sloveniei, o altă coloană de tancuri JNA este atacată la o baricadă de camioane. Lupte grele izbucnesc la Nova Gorica, lângă granița cu Italia, unde forțele speciale slovene distrug trei tancuri JNA T-55 și capturează alte trei. Patru soldați JNA sunt uciși, printre ei fiind și comandantul coloanei de blindate, iar aproximativ 100 se predau. Punctul de frontieră de la Holmec este capturat de fortele STO, cu doi soldați sloveni uciși și trei de partea JNA; 91 de soldați JNA sunt capturați. Cazărmile JNA de la Bukovje, lângă Dravograd, sunt atacate de unități STO, iar un depozit de armament al JNA de la Borovnica este capturat de STO. Forțele Aeriene Federale efectuează câteva atacuri pe teritoriul sloven, cel mai notabil fiind cel de la aeroportul Brnik, unde doi jurnaliști austrieci sunt uciși iar patru avioane Adria Airways sunt serios afectate. Forțele Aeriene Federale atacă și sediul militar al STO de la Kočevska Reka.
Până la sfârșitul zilei, JNA își menținuse multe dintre pozițiile sale, dar pierdea teren rapid. JNA începea să aibă probleme și cu dezertările – mulți membri sloveni ai JNA părăsindu-și unitățile sau schimbând taberele – iar, atât trupele din zonă, cât și liderii de la Belgrad păreau a fi dezorientați.

### 29 iunie 1991
Izbucnirea războiului a însuflețit eforturile diplomatice ale Comunității Europene pentru a pune capăt crizei. Trei miniștri de externe ai CE s-au întâlnit cu reprezentanți ai guvernelor din Iugoslavia și Slovenia la Zagreb, în noaptea de 28/29 iunie, și au căzut de acord asupra unui plan pentru un armistițiu, dar acesta nu a fost pus în practică. Dimineața, trupele slovene au realizat o serie de succese militare importante. Trupele JNA de pe aeroportul Brnik de lângă Ljubljana s-au predat forțelor STO, care înconjuraseră zona peste noapte. În nord, mai multe tancuri JNA au fost capturate lângă Strihovec și apoi reorganizate într-o companie de tancuri a STO. Forțele Speciale JNA su încercat o debarcare navală la Hrvatini, dar au intrat într-o ambuscadă și au fost respinse de trupele slovene. Punctele de frontieră deținute de JNA de la Vrtojba și Šentilj au căzut și ele în mâinile STO, care au confiscat armele și tancurile federale, întărindu-și arsenalul.
JNA a emis un ultimatum către Slovenia, cerând încetarea imediată a ostilităților până la ora 09:00 pe 30 iunie. În răspuns, Adunarea Sloveniei a adoptat o rezoluție cerând o soluționare pașnică a crizei, care să nu pericliteze independența Sloveniei, și a respins ultimatumul JNA.

### 30 iunie 1991
Ambuscadele au continuat pe tot parcursul zilei, în diferite locuri. Forțele slovene capturează tunelul strategic Karawanken care traversa Alpii la granița cu Austria, precum și zece tancuri JNA lângă Nova Gorica. Întreaga garnizoană JNA de la Dravograd – 16 ofițeri și 400 de soldați, plus echipamentul – se predau, iar garnizoanele de la Tolmin și Bovec cad, de asemenea, în mâinile slovenilor. Armele capturate sunt redistribuite rapid către forțele slovene.

### 1 iulie 1991
Au loc alte ambuscade, iar forțele STO capturează instalațiile JNA de la Nova Vas, la sud de Ljubljana. Depozitul de muniție al JNA de la Črni Vrh este incendiat și explodează, afectând serios orașul. Forțele slovene capturează depozitele de la Pečovnik, Bukovžlak și Zaloška Gorica, intrând în posesia unei cantități importante de armament.
Coloana Regimentului 306 de Artilerie Antiaeriană Ușoară al JNA se retrage din poziția expusă de la Medvedjek și se îndreaptă către pădurea Krakovski (Krakovski gozd) lângă granița cu Croația. Întâlnește însă o blocadă slovenă lângă orașul Krško și este înconjurată de forțele STO.
Între timp, conducerea JNA a cerut permisiunea de a schimba ritmul operațiunilor sale. Ministrul apărării Veljko Kadijević a informat cabinetul iugoslav că primul plan al JNA – o operațiune limitată de a asigura punctele de frontieră ale Sloveniei a eșuat și că era momentul pentru a pune în mișcare planul de rezervă, adică o invazie la scară largă și impunerea legii marțiale în Slovenia. Cu toate acestea, cabinetul – condus la acea vreme de sârbul Borisav Jović – a refuzat autorizarea unei astfel de operațiuni. Șeful Statului Major al JNA, generalul Blagoje Adzić, a fost furios și a denunțat public că “organele federale care ne-au limitat tot timpul libertatea de acțiune, cerând negocieri în timp ce slovenii ne atacau cu toate mijloacele din dotare.”

### 2 iulie 1991
În decursul acestei zile au loc cele mai grele lupte ale războiului, zi care se va dovedi una a pașilor înapoi pentru JNA. Coloana de tancuri JNA de la pădurea Krakovski este atacată puternic de unități STO, fiind forțată să se predea. Unități ale Corpului Patru Blindat JNA încearcă să se deplaseze de la Jastrebarsko, în Croația, dar sunt oprite lângă orașul de frontieră Bregana. STO lansează o serie de atacuri la trecerile de frontieră de la Šentilj, Gornja Radgona, Fernetiči și Gorjansko, capturându-le și luând prizonieri un număr însemnat de trupe JNA. Lupte grele au loc între JNA și forțele STO în timpul după-amiezii și în cursul serii la Dravograd, iar o parte din instalațiile JNA din Slovenia cad în mâinile forțelor slovene.
La ora 21:00, președinția slovenă anunță un armistițiu unilateral. Însă, acesta este respins de conducerea JNA, care afirmă că va prelua controlul și va zdrobi rezistența slovenă.

### 3 iulie 1991
O coloană blindată masivă a JNA pleacă de la Belgrad în dimineață zilei de 3 iulie, cu intenția de a ajunge în Slovenia. Nu a ajuns niciodată; potrivit variantei oficiale, acest lucru s-a întâmplat datorită problemelor mecanice.
Luptele au continuat în Slovenia, un batalion de ajutor al JNA care se îndrepta către punctul de frontieră de la Gornja Radgona fiind oprit lângă Radenci. Forțele JNA de la punctul de frontieră Kog sunt, de asemenea, atacate de unități STO. Către seară, JNA acceptă un armistițiu și retragerea în cazărmi. Într-un incident separat, nu departe de Radenci, în satul Hrastje-Mota, un elicopter iugoslav Mi-8 are probleme mecanice și este forțat să aterizeze. Elicopterul este rechiziționat de armata slovenă, dar este considerat nepotrivit pentru nou născuta forță aeriană a Sloveniei și este înmânat Belgradului pe 13 august.

### 4-6 iulie 1991
Cu un armistițiu în vigoare acum, cele două părți încetează luptele. Forțele slovene preiau controlul asupra tuturor punctelor de frontieră, iar unităților JNA le este permis să se retragă libere în cazărmi și să treacă granița în Croația.

### 7 iulie 1991
Acordul de la Brioni pune capăt războiului de independență a Sloveniei.